# Parfondru
Parfondru é uma comuna francesa na região administrativa de Altos da França, no departamento de Aisne. Estende-se por uma área de 9,08 km². Em 2010 a comuna tinha 356 habitantes (densidade: 39,2 hab./km²).